# Spathius guamensis
Spathius guamensis är en stekelart som beskrevs av Nixon 1943. Spathius guamensis ingår i släktet Spathius och familjen bracksteklar. Inga underarter finns listade i Catalogue of Life.